# Франц Фукс
Франц Фукс (нім. Franz Fuchs; 12 грудня 1949, Гралла, Штирія — 26 лютого 2000, Грац) — австрійський терорист-ксенофоб.
У період між 1993 і 1997 роком він убив 4-х осіб і покалічив близько 15, використовуючи імпровізовані вибухові пристрої та 5 хвиль із загальних 25 «поштових» бомб.
Незважаючи на серію поштових бомб і психологічний портрет (криміналісти описували його як вкрай розумну, але в той же час вкрай замкнуту людину), схожі з американським «Унабомбером» Теодором Качинським, мотиви його акцій були зовсім іншими. Його жертвами були або іноземці (або ті люди, яких він такими вважав), або люди або організації «дружні по відношенню до іноземців».
2 жовтня 1997 року під час звичайної перевірки документів офіцерами жандармерії, яка випадково збіглася з днем плану «Перехоплення» в Австрії — Франц Фукс намагався скоїти самогубство за допомогою вибухового пристрою, вваючи, що співробітники дорожної інспекції намагаються його заарештувати. Під час вибуху два офіцери дорожньої служби зазнали поранень, а Франц Фукс втратив обидві руки, але залишився живим.
У лютому 2000 року Фукс повісився у своїй тюремній камері у в'язниці міста Грац, скориставшись шнуром від електробритви. Досі незрозуміло, як людина без рук змогла зробити такі дії (від запропонованих йому спеціально зроблених протезів він відмовився).